# Conognathus
Conognathus este un gen de fluturi din familia Hesperiidae. 

## Specii
- Conognathus olena
- Conognathus platon